# 螺旋大廈
螺旋大廈（西班牙語：El Helicoide）是一座位於委內瑞拉加拉加斯的建築，為委內瑞拉政府所有，玻利瓦爾國家情報局將其用作一般犯人和政治犯的監獄及設施。這座建築呈三角形金字塔狀，原本設計為購物中心，但從未完工。
在委內瑞拉總統尼古拉斯·馬杜羅執政期間，螺旋大廈成為關押政治犯的重要監獄，並被指控在此地進行系統性的酷刑和侵犯人權的行為。據囚犯反映，「有人遭到毆打、電擊、四肢被懸吊，強迫處於壓力姿勢，甚至被迫將臉埋入裝有糞便的袋子中呼吸」。

## 歷史
螺旋大廈位於羅卡塔佩亞的山丘上，坐落於解放者玻利瓦爾市聖佩德羅和聖奧古斯丁兩個教區之間，並延伸至武裝部隊大道、梅迪納·安加里塔總統大道和新格拉納達大道。這座建築呈三角形金字塔狀，其彎曲的尖端由高架鋪設的道路組成，設計供車輛通行及停車，圍繞著一個封閉的中央區域。

### 概念
該建築項目於1956年，由時任總統馬科斯·佩雷斯·希門尼斯執政期間的一家私人公司承建。由建築師佩德羅·諾伊伯格、德克·博恩霍斯特和豪爾赫·羅梅羅·古提雷斯設計。原本計劃包括300家精品店、8家電影院、一個直升機場、一家五星級酒店、一個公園、一個業主俱樂部以及位於第7層的表演場地。建築中設計一條長達4公里的螺旋坡道，允許車輛直接進入建築內部停車。該項目的預算在1958年為1000萬美元，折合2018年約為9000萬美元。
為了進行該項目，許多家庭被迫從聖奧古斯丁的貧民區搬遷，他們的住所被拆除。

### 取消
1958年委內瑞拉政變推翻獨裁者馬科斯·佩雷斯·希門尼斯後，開發商被指控接受其政府資助。新上任的政府拒絕批准購物中心的建設，並引發開發商、企業和政府之間的訴訟。納爾遜·洛克菲勒曾提出接手該項目，但因法規限制而撤回提案。到1961年，開發公司在項目完成前一年破產，導致建設停工。同年，該項目在紐約市的現代藝術博物館展出。
1965年，有人試圖重新啟動建設，計劃在1967年前完成，但最終未能成功。隨著時間的推移，該項目僅剩混凝土基礎，而原本為購物中心準備的設備，包括定制的奧地利高速電梯，則被盜走。

### 政府設施

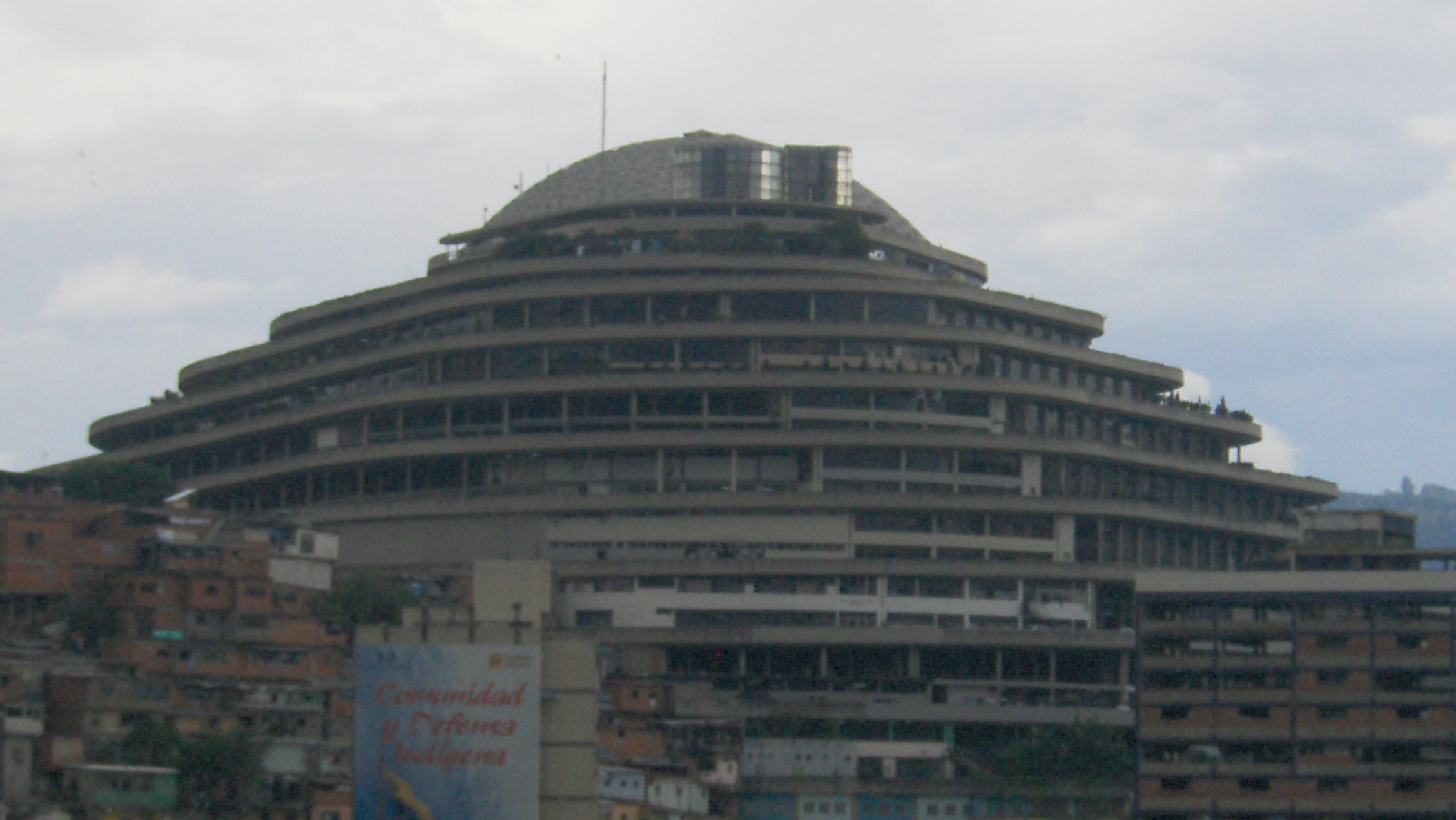
建築的另一個角度

1975年，委內瑞拉政府收購這座建築物。1979年至1982年間，約有10000名非法佔據者進駐該建築，直到他們被驅逐。到1982年，只有混凝土結構上的鋁製頂部的幾何圓頂完工。
從1984年開始，部分國家機構陸續遷入該建築，其中最重要的是國家情報與預防服務局。1985年，國家情報與預防服務局以15年租約租下螺旋大廈底部兩層，目前這些樓層用作監獄牢房。1992年委內瑞拉未遂政變期間，建築受到炸彈襲擊和防空反擊的嚴重損壞。此後，圓頂得到了修復。
自2010年起，部分建築成為國家實驗安全大學的總部。隨著尼古拉斯·馬杜羅政府的不穩定局勢加劇，辦公室、儲藏室甚至廁所被改建為臨時拘留區，以容納不斷增加的囚犯。囚犯形容這裡是系統性酷刑和侵犯人權的場所。
2018年5月16日，螺旋大廈發生囚犯暴動，多名在抗議活動中被捕的政治犯參與其中；委內瑞拉當局向螺旋大廈發射催淚瓦斯和霰彈。

## 牢房
螺旋大廈最初在入口區域設有一個名為「預防 I」（Preventive I）的牢房，也稱作「小地獄」（Infiernito），面積為3 x 5米，用於關押新進囚犯。到2014年，這是唯一的這種類型牢房，但隨著拘留人數增加，後來增設了三個新區域，分別為「預防 II」、「預防 III」和「預防 IV」。到2015年，「預防 I」主要關押普通囚犯，而其他三個牢房則用於關押學生、Twitter用戶和「暴徒」。螺旋大廈最大的一個牢房被稱為「暴徒」牢房，是「關塔那摩」牢房的附屬區域。「關塔那摩」主要關押非政治性囚犯，而在抗議或反對活動中被捕的囚犯則被安置在「暴徒」牢房。這兩個牢房都極為擁擠，環境惡劣，缺乏水和廁所設施，囚犯只能睡在地板上。

## 尺寸
- 總面積：101940平方米
- 建築面積：77748平方米
- 商業區域：46715平方米
- 道路和綠地：29192平方米
- 展覽和工業區域：8445平方米

## 外部鏈接
- 由ABC西班牙語發佈的螺旋大廈酷刑影片